# 雅各布·扬·莱巴

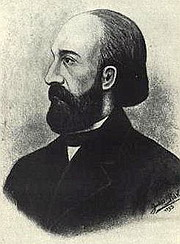

雅各布·西蒙·扬·莱巴（捷克語：Jakub Šimon Jan Ryba，1765年10月26日—1815年4月8日），波西米亚作曲家。他的父亲是一位小学教师，莱巴1780年到布拉格的一所文科中学学习，在那里他接触并爱上了古典音乐，希望走上音乐道路。然而他的父亲希望他子承父业，莱巴为此和父亲产生了矛盾，但他最后还是前往罗日米塔尔下特什姆施内姆的一所小学任教师并担任当地教堂的唱诗班指挥。在他的努力工作下，学校运转良好，但他和当地牧师与议会矛盾很大，因此他的很多要求如修缮校舍等都被拒绝。1796年，他写了著名的《圣诞弥撒》，其标题为“嘿，主人”，体现出他希望与牧师和解的意愿。1815年，由于忍受不了贫困和饱受敌视的生活，他在树林里自杀。莱巴现存的作品主要都是宗教音乐，《圣诞弥撒》等作品在捷克经常演出。据说他还创作了一千余首器乐作品，但目前只有十余首尚存。

## 外部連結
- 雅各布·扬·莱巴的免费乐谱，由国际乐谱典藏计划提供